# Andrzej Łoś (kasztelan słoński)
Andrzej Wojciech Łoś herbu Dąbrowa (zm. 1634) – kasztelan słoński.
Syn Stanisława (zm. 1584), kasztelana rypińskiego i wyszogrodzkiego i Elżbiety Strunicz. Brat Macieja. Ożenił się z Kretkowską. Z małżeństwa urodziło się: Dorota, późniejsza żona Rudnickiego, Marianna, Feliks Piotr - podczaszy wiski, Jan, Paweł, Władysław Stanisław, wojewoda malborski i pomorski, Ludwik Aleksander, opat pepliński.
Pełnił urząd chorążego chełmińskiego. W latach 1622–1633 sprawował urząd kasztelana słońskiego.